# 閃電型通訊衛星

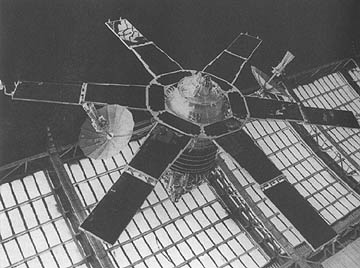
闪电-1号卫星

闪电号（俄文: Молния）是前苏联在1965年至1991年期间，和俄罗斯联邦在1991年至2004年期间发射了这些军事和通信卫星。这一系列的卫星被发射到被称为闪电轨道的高椭圆轨道上；具有+63.4度的仰角和12小时的周期。这样的轨道可以延长卫星在极地地区的可视时间（经过近地点后的2-10小时均可见），不同于地球同步轨道上的24小时轨道周期。它们适用于极地地区的通信目的，就像地球同步卫星被用于赤道地区一样。
苏联政府于1960年批准闪电计划。经过1964年的一些失败，第一颗正常运行的卫星（闪电 1-01）于1965年4月23日发射升空。
从1967年10月开始，闪电卫星开始被用于转播Orbita卫星电视系统。
共發射了164顆闪电号衛星，除了Molniya 1S衛星是為了測試目的而發射到地球靜止軌道外，其他衛星都在闪电轨道上。

## 外部鏈接
- （英文）闪电-1号飞船
- （英文）闪电号: 发展简史t （页面存档备份，存于）
- Molniya constellation 的存檔，存档日期13 August 2016.
- Molniya 1-4 （页面存档备份，存于）